# هيلين بيتس دوجلاس
هيلين بيتس دوجلاس (بالإنجليزية: Helen Pitts Douglass)‏ هي سفرجات أمريكية، ولدت في 1838 في Honeoye, New York ‏ في الولايات المتحدة، وتوفيت في 1903 في واشنطن العاصمة في الولايات المتحدة.